# Czystopady
Czystopady (ukr. Чистопади) – wieś na Ukrainie w rejonie tarnopolskim należącym do obwodu tarnopolskiego.
Znajduje się nad rzeką Seret, w północno-wschodniej części powiatu zborowskiego w odległości 27 kilometrów Zborowa.

## Historia
Pierwsza wzmianka o miejscowości pochodzi z 1701, kiedy w Czystopadach została zbudowana drewniana cerkiew pw. św. Mikołaja Archanioła.
Właścicielem dóbr ziemskich Czystopady był m.in. hrabia Włodzimierz Dzieduszycki.
Podczas pierwszej i II wojny światowej wieś została poważnie zniszczona.
Do 2020 w rejonie zborowskim.

## Wspólnoty wyznaniowe
W Czystopadach znajdują się dwie cerkwie wspólnoty greckokatolickiej: drewniana pw. św. Michała Archanioła z 1701 roku i murowana pw. św. Michała Archanioła z 1995.
We wsi jest też niedokończony kościół obrządku łacińskiego oraz kaplica, która została wzniesiona na podstawie projektu Wawrzyńca Dayczaka oraz dzięki wsparciu ks. Kazimierza Gajewskiego, proboszcza w Załoźcach i Kazimierza Jaworskiego, dyrektora szkoły. Na przełomie 1938/1939 budowla została ukończona, ale nie została poświęcona. Po zakończeniu II wojny światowej świątynia została zamknięta i obecnie stoi opuszczona.

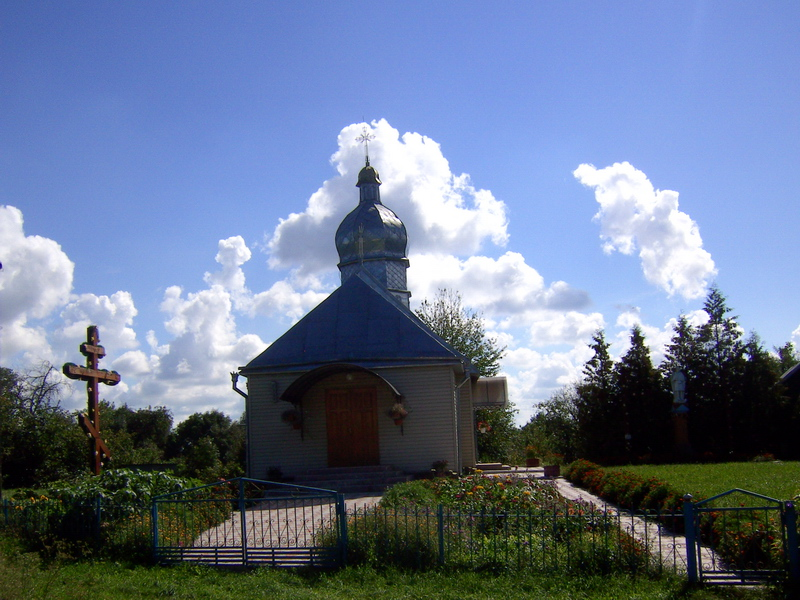
Cerkiew św Michała Archanioła
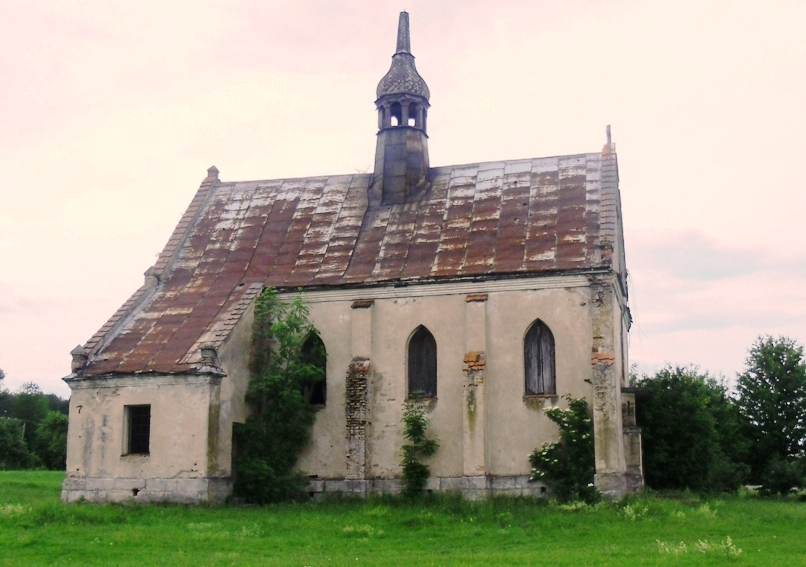
Opuszczony Kościół w Czystopadach
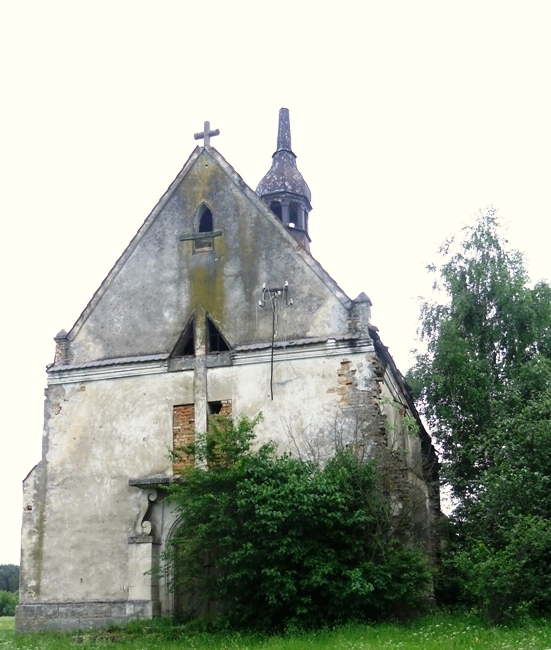
Kościół w Czystopadach